# Turretia dugdalei
Genre
Espèce
Turretia dugdalei, unique représentant du genre Turretia, est une espèce d'araignées aranéomorphes de la famille des Orsolobidae.

## Distribution
Cette espèce est endémique de Nouvelle-Zélande. Elle se rencontre dans la région d'Otago à 1 200 m d'altitude dans la chaîne Turret dans l'île du Sud.

## Description
Le mâle holotype mesure 1,84 mm.

## Étymologie
Cette espèce est nommée en l'honneur de John S. Dugdale.

## Publication originale
- Forster & Platnick, 1985 : A review of the austral spider family Orsolobidae (Arachnida, Araneae), with notes on the superfamily Dysderoidea. Bulletin of the American Museum of Natural History, no 181, p. 1-229 (texte intégral).